# René-François de Sluse
René-François de Sluse   (Visé, 2 de juliol de 1622 - Lieja, 19 de març de 1685) (René-François Walter de Sluse o Sluze; llatinitzat Slusius) va ser un matemàtic liegès del segle xvii.

## Vida
De Sluse va néixer en una rica família de Visé que va poder donar bona educació als seus fills. Els seus germans també van tenir carreres d'èxit: Jean-Gautier va ser cardenal i Pierre-Louis va ser un noble mecenes.
Les dades de la seva vida són fragmentàries. Se sap que va estudiar al col·legi jesuïta i a la Universitat de Lovaina. Entre 1642 i 1650 va viure a Roma, on es va doctorar en lleis a la Universitat de Roma La Sapienza. El 1651 és nomenat canonge de la catedral de Sant Lambert de Lieja, ciutat de la que ja no marxarà, fent-se càrrec de nombroses tasques públiques, tant religioses com civils.
El 1659 és nomenat conseller del príncep-bisbe Maximilian Henry de Baviera i exerceix com a ministre d'Estat. El 1673 és abat d'Arnay i el 1676 viceprebost de la catedral de Lieja. El 1674 va ser escollit membre de la Royal Society de Londres i des d'aleshores mantindrà una activa correspondència amb Henry Oldenburg, secretari de la Societat.

## Obra
Vivint a Lieja, una ciutat allunyada dels centres intel·lectuals de l'època però que li permetia gaudir de temps lliure, va dedicar bona part del seu temps l'estudi de les matemàtiques, mantenint correspondència amb molts del matemàtics il·lustres del seu temps: ja s'ha esmentat el cas d'Oldenburg al qui es podrien afegir Blaise Pascal, Christian Huygens, John Wallis, Michelangelo Ricci i d'altres.
Només va publicar un llibre de matemàtiques: Mesolabum seu duae mediae proportionales inter extremas datas per circultum et ellipse vel hyperbolam infinitis modis exhibitae (Lieja, 1659); encara que també es van publicar alguns articles seus a les Philosophical Transactions de la Royal Society.
Els seus treballs, publicats o esmentats en la seva correspondència, es poden agrupar en tres temes:
1. Geometria: no és un innovador, es basa en les obres clàssiques sobre seccions còniques, però fa descobriments interessants com la concoide de De Sluze.[4] També va estudiar les corbes definides per l'equació {\displaystyle y^{n}=k(a-x)^{p}x^{m}} quan {\displaystyle m,n,p} són enters.[5] Pascal va anomenar aquestes corbes les perles de Sluse.[6]
2. Mètode analític per al càlcul de les tangents. Potser va ser el primer matemàtic en proporcionar un algorisme general per trobar-les.[7]
3. L'anàlisi combinatori i l'àlgebra diofàntica.

També s'interessa en temes de matemàtica aplicada com les lleis del xoc dels cossos durs.
Com a humanista, va publicar altres llibres d'exegesi religiosa (sobre les vides de Sant Lambert i de Sant Servais), de dret i d'història del seu país o de gramàtica.